# Reconstrucció històrica

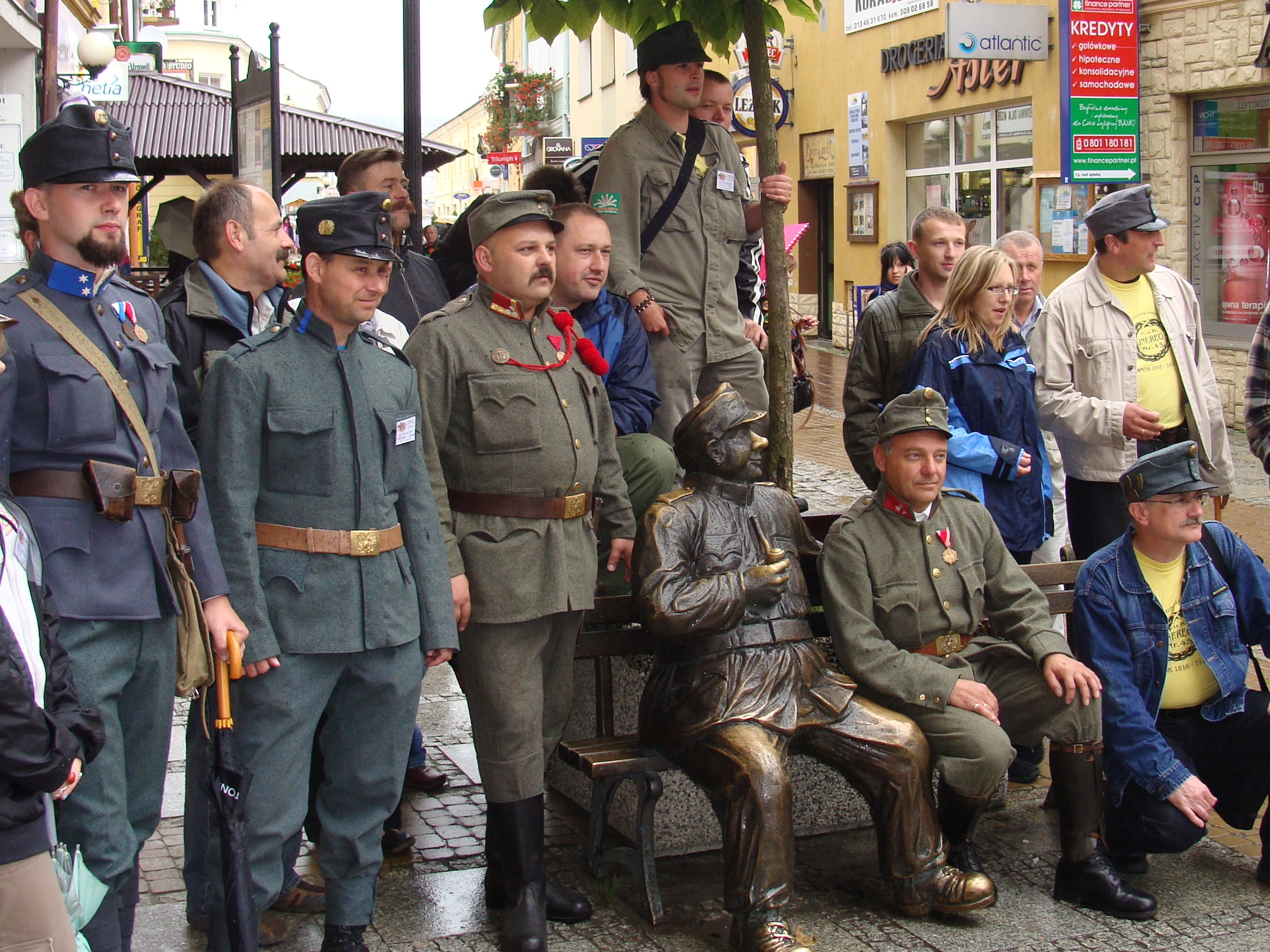
Participants en una acte de reconstrucció històrica (exèrcit austrohongarès durant la Primera Guerra Mundial) es fotografien amb el monument al soldat Švejk. Sanok (Polònia), 2009

La reconstrucció històrica (o recreació històrica), en sentit genèric, és qualsevol activitat que prova de reproduir esdeveniments històrics; per exemple, és habitual de qualificar de "reconstrucció històrica" certes formes d'historiografia, així com certes novel·les, films i quadres la matèria dels quals és essencialment històrica. Més restrictivament, la reconstrucció històrica és una escenificació col·lectiva en què els participants proven de reproduir, amb una certa voluntat de rigor, aspectes d'un esdeveniment o període històrics, majoritàriament de caràcter militar, en general sobre el terreny on succeïren els fets.
L'objectiu de la reconstrucció històrica és viure l'experiència de submergir-se en el període evocat; aquells grups d'afeccionats que s'ho prenen més seriosament s'esforcen a reproduir amb exactitud les condicions de vida del període, des dels estris (armes, equipament) i la vestimenta (uniformes) fins al règim alimentari i els constrenyiments tecnològics. Quan l'escenificació es fa de cara al públic, sovint, a més, hi ha voluntat de fer-li comprensible la història de manera tangible. Així doncs, la reconstrucció històrica divergeix d'activitats similars de caràcter tradicional (festes de moros i cristians, per exemple), essencialment commemoratives o lúdiques o dels dubtosos espectacles comercials d'ambientació suposadament d'època (torneigs medievals a l'estil de Hollywood, per exemple).

## Terminologia[calcitació]
Pel que fa a la denominació en les diverses llengües, acostuma de basar-se en l'original anglesa, (historical) reenactment, adaptada segons la tradició cultural pròpia, tot i que —innecessàriament— hi ha clapes de l'anglicisme reenactment, generalment usat sense adjectivació.
En anglès, els afeccionats a la reconstrucció històrica reben el nom de reenactors; l'equivalent català directe fóra reconstructors, si bé també es parla de recreadors.

## Història

### Origen
Tot i tenir una prehistòria ben llarga, la reconstrucció històrica, en el sentit actual, sorgí als EUA en la dècada dels seixanta; es considera que la data fundacional és el Centenari de la Guerra de Secessió, celebrat entre els anys 1961 i 1965. S'estengué per la resta del món anglosaxó en la dècada de 1970. A l'Europa continental (URSS inclosa) no sembla haver tingut implantació sòlida fins a la dècada de 1980, ni als Països Catalans fins a la de 2000.

### Expansió
Avui dia la reconstrucció històrica és una activitat en expansió arreu, i constitueix un submón que compta amb associacions, revistes especialitzades, llocs web, etc. Paral·lelament, la popularització de la reconstrucció històrica de caràcter militar ha generat un enorme mercat internacional de reproducció de les peces d'uniforme, d'equipament, etc., etc., necessàries per a participar-hi. Al seu torn, això ha revalorat les fonts per a documentar-se sobre aquestes peces (història militar, uniformologia). El nivell d'exigència sobre la qualitat de les reproduccions no ha cessat de créixer, juntament amb la minuciositat i el rigor que s'hi apliquen.
Entre els períodes més sovintejats arreu per la reconstrucció històrica hi ha les guerres napoleòniques i les dues guerres mundials. Això a banda, la mateixa experiència històrica de cada país es tradueix en sengles especificitats; així, als EUA hi ha tendència a treballar sobre la Guerra de Secessió; a Anglaterra, sobre la Guerra Civil del segle XVII; a França, sobre les guerres napoleòniques; a l'Estat italià, sobre les batalles del Risorgimento i les del front alpí de 1915-1918; als Països Catalans, sobre la Guerra de Successió i la batalla de l'Ebre.

## Crítiques

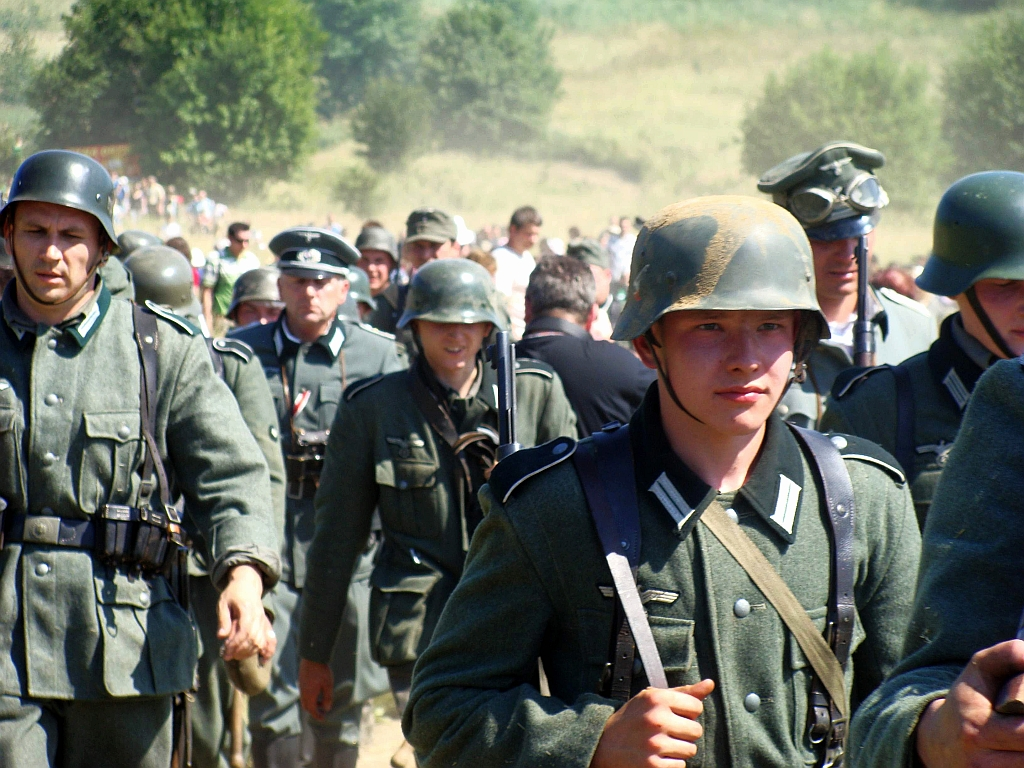
Recreadors de la Wehrmacht recreen la batalla de la Línia Molotov a Sanok-Olchowce.

A cavall entre l'experiment educatiu rigorós i el joc de rol per a nens grans, la reconstrucció històrica és una activitat de qualificació controvertida, en si i a causa de les grans diferències d'actitud que hi ha entre els seus afeccionats. Políticament parlant, ha rebut acusacions de reaccionarisme i de fascinació militarista, sobretot entorn de fets i períodes l'evocació dels quals pot caure fàcilment en la reivindicació del feixisme.

## Reconstrucció històrica als Països Catalans

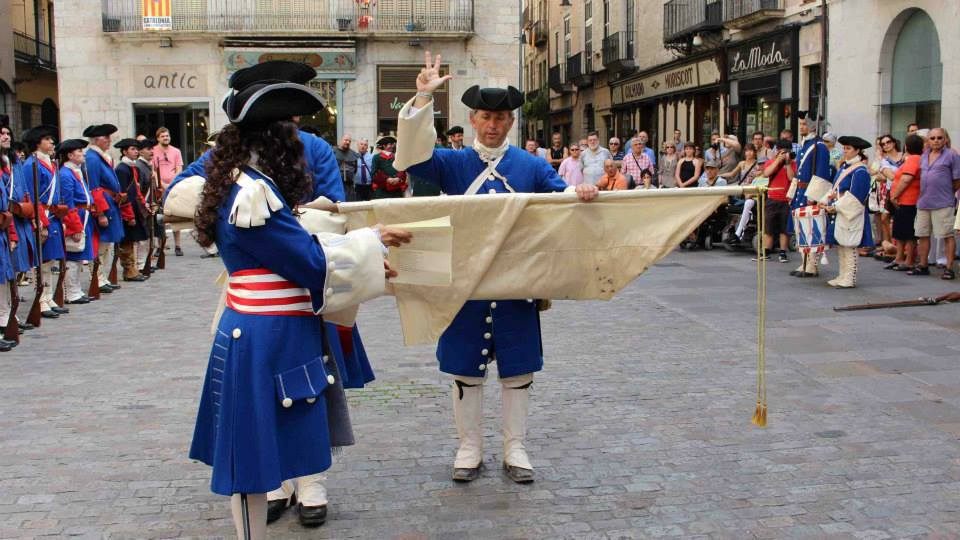
Reconstrucció d'una cerimònia de jura de bandera del regiment de Sant Narcís, per part de l'associació Miquelets de Girona. 2013.

Als Països Catalans la reconstrucció històrica té representació en bona part dels períodes històrics destacables, des de l'època romana fins a la Guerra Civil Espanyola, passant per la guerra de Successió Espanyola o la Guerra del Francès.
En el cas de la guerra de Successió Espanyola cal destacar les associacions Miquelets de Catalunya, Miquelets de Girona, Moià 1714 i Miquelets del Regne de València, que participen en actes d'homenatge i reconstruccions històriques d'esdeveniments, com per exemple les jornades de recreació històrica Girona resisteix!.
En un sentit no estrictament militar es fan activitats de reconstrucció històrica, trobades d'associacions, etc., en força punts del territori, com ara Bagà, Castelló de la Plana, Reus, Torredarques, etc.
A Mallorca i al País Valencià se celebren festes commemoratives de batalles i enfrontaments històrics a les festes de Moros i Cristians.